# Gonzalo García Valdivieso
Gonzalo García Valdivieso es un antropólogo, escritor, investigador, columnista de opinión y activista por los derechos gais colombiano.

## Biografía
Nació en Bucaramanga, departamento de Santander, el 23 de marzo de 1943. Cursó estudios secundarios en el Liceo de Cervantes y estudió Antropología Social en la Universidad de los Andes de Bogotá. Posteriormente, obtuvo el título de Master of Arts en la Universidad de Durham (Inglaterra). 

## Publicaciones
Entre sus investigaciones más importantes se cuentan Clase dirigente nacional, Oligarquía financiera colombiana, Matrices de investigación antropológica para la realización de estudios socioeconómicos y culturales y Factores de discriminación y violencia en contra de la comunidad gay colombiana. Desde diciembre de 2001 escribe la columna de temática gay titulada "Arco iris" en el periódico El Tiempo y colabora con otros importantes medios escritos de comunicación. Una compilación de su columna de opinión apareció publicada en el año 2006 bajo el título Arco iris en El Tiempo - Salgamos del clóset. En el 2010 publica su obra "Los put0s castos".